# Paulo Gonçalves (ator)
Paulo Gonçalves (Belém, 04 de agosto de 1924 - Rio de Janeiro, 1 de julho de 1986) foi um ator brasileiro.
Paulo Gonçalves sempre se dedicou à televisão. Passou vinte anos trabalhando na TV Globo e, nesse período, só se afastou por alguns meses.

## Filmografia
| Ano  | Título                          | Personagem              | Notas               |
| ---- | ------------------------------- | ----------------------- | ------------------- |
| 1966 | O Sheik de Agadir               | Luciano                 |                     |
| 1967 | Anastácia, a Mulher sem Destino | Tomé                    |                     |
| 1969 | Acorrentados                    | Frederico Almeida       |                     |
| 1969 | A Ponte dos Suspiros            | Velho Candiano          |                     |
| 1970 | Assim na Terra Como no Céu      | Leopoldo Reis           |                     |
| 1971 | Bandeira 2                      | Neneco                  |                     |
| 1971 | Minha Doce Namorada             | Tibúrcio                |                     |
| 1971 | O Homem Que Deve Morrer         | —                       |                     |
| 1972 | O Bofe                          | Padre Inocêncio         |                     |
| 1972 | Caso Especial                   | Coronel Juca Santana    | Episódio: Lua Cheia |
| 1973 | Cavalo de Aço                   | Tobias                  |                     |
| 1973 | Os Ossos do Barão               | Carlino                 |                     |
| 1974 | Corrida do Ouro                 | Camilo                  |                     |
| 1975 | Gabriela                        | Dr. Maurício Caíres     |                     |
| 1976 | O Casarão                       | José Cardoso (Cardosão) | 1° Período (1900)   |
| 1977 | À Sombra dos Laranjais          | Alvarez                 |                     |
| 1977 | Nina                            | Arturo                  |                     |
| 1978 | O Astro                         | Malvino Paranhos        |                     |
| 1978 | Sinal de Alerta                 | Nicanor                 |                     |
| 1979 | Pai Herói                       | Leôncio                 |                     |
| 1982 | Elas por Elas                   | Sílvio Rozelli          |                     |
| 1982 | Terras do Sem-Fim               | Padre Bento             |                     |
| 1983 | Pão, Pão Beijo, Beijo           | Gaspar                  |                     |
| 1986 | Selva de Pedra                  | —                       |                     |